# Grab the Moment
Grab the Moment é uma canção do produtor musical JOWST com a participação dos vocais de Aleksander Walmann. A canção representou a Noruega no Festival Eurovisão da Canção 2017.